# 愛得太遲
《愛得太遲》是香港歌手古巨基在2006年的粵語歌曲，收录于專輯《Human我生》，由林夕填詞、楊鎮邦作曲、雷頌德編曲和監製。另有重新填詞的古巨基及周慧敏合唱版本、国语版《爱得太晚》。
此外，《愛得太遲》也是由古巨基、周慧敏及其他藝人參演的音樂電影，隨《Human我生》的豪華特別版(CD+Bonus CD+DVD)附送。
這首歌大受歡迎，是香港樂壇史上第二首歌曲（第一首為1994年黎明的《那有一天不想你》），獲得香港四大電子傳媒的年度最佳金曲獎，包括叱咤樂壇至尊歌曲大獎、勁歌金曲金曲金獎、新城勁爆年度歌曲大獎、港台全球華人至尊金曲等（新城電台於1994年開播）。

## 簡介
原曲《不過是人》由宇宙大爆炸旗下創作人楊鎮邦所寫。古巨基為專輯搜集樣本曲（demo）時發現此曲，讓唱片公司金牌娛樂買下來。
歌詞背後的故事屬古巨基一朋友之真實經歷，其母在母親節當日逝世，古巨基希望有一首歌紀念此事。歌詞原版只說親情，涉及生離死別，後來依從監製雷頌德的建議，修改成較大眾化的版本。林夕指這首歌創作過程十分辛苦，還曾和雷頌德爭執。
據雷頌德所言，因雷與林夕二人未能在著名填詞人黃霑於2004年11月逝世前與他見面而留有遺憾，故亦啟發《愛得太遲》一曲的創作。

## 各傳媒流行周榜之最高位置
|          | 903 | RTHK | 997 | TVB |
| 最高位置 | 1   | (1)  | (1) | 2   |

粗體 表示 冠軍歌，(1)代表兩週冠軍

## 獎項
- 2006年度四台聯頒音樂大獎–傳媒大獎
- 2006年度四台聯頒音樂大獎–歌曲獎
- 叱咤樂壇至尊金曲大獎
- 叱咤樂壇我最喜愛的歌曲大獎
- 新城勁爆卡拉OK歌曲 (合唱版)
- 新城勁爆播放指數大獎
- 新城勁爆年度歌曲大獎
- TVB十大勁歌金曲最佳作曲
- TVB十大勁歌金曲頒獎典禮金曲金獎
- TVB十大勁歌金曲頒獎典禮最受歡迎廣告歌曲大獎（銀獎）
- TVB十大勁歌金曲頒獎典禮最佳填詞
- TVB十大勁歌金曲頒獎典禮最佳歌曲監製
- 香港電台十大中文金曲頒獎典禮全球華人至尊金曲獎
- RoadShow至尊歌曲
- SINA Music樂壇民意指數頒獎禮全年最高收聽率歌曲
- SINA Music 樂壇民意指數頒獎禮 我最喜愛至尊金曲
- 雅虎香港Yahoo! 搜尋人氣大獎頒獎禮「十大人氣歌曲和金曲」獎
- 9+2音樂先鋒榜頒獎典禮：金曲金獎
- 雪碧中國原創音樂流行榜頒獎禮全國至尊金曲大獎

## 音樂電影
- 導演：古巨基  / Ricky Hayashi
- 故事 / 編劇：鄧潔明
- 監製：黃仲凱
- 副導演：林偉匡
- 攝影：張志偉
- 配樂：李漢文
- 美術：Ricky Hayashi
- 化妝：Maggie Choy

- 古巨基  飾演Key/Toro
- 楊愛瑾飾演Keke/妹頭
- 周汶錡飾演Kathy
- 陳國坤飾演Otto/八爪魚
- Marian L飾演Z/Zita
- 林海峰飾演 九哥
- 周慧敏飾演 花店東主
- 胡楓飾演David/Kathy的舅公
- 紅耳龜飾演 茫痴痴